# Pélé (volcan)
Pour l’article homonyme, voir Pélé.
Le Pélé est un volcan issu du volcanisme de Io, lune galiléenne de Jupiter.
Il a été baptisé Pélé par l'Union astronomique internationale en référence à la déesse des volcans hawaïens. Il est situé par 18,7° S et 255,3° W. Le Pélé est formé d'une grande dépression volcanique de trente kilomètres de longueur par vingt kilomètres de largeur, à la base nord d'un vaste plateau appelé Danube Planum. Un grand lac de lave basaltique remplit la dépression, libérant dans l'espace de gigantesques quantités d'énergie. Ce lac de lave est également la source d'un panache volcanique de gaz et de poussière pouvant atteindre 300 kilomètres de hauteur au-dessus de la lune jovienne. Il retombe cependant à la surface de l'astre pour y déposer un anneau de matériaux rouges bien visibles jusqu'à 600 kilomètres du volcan.

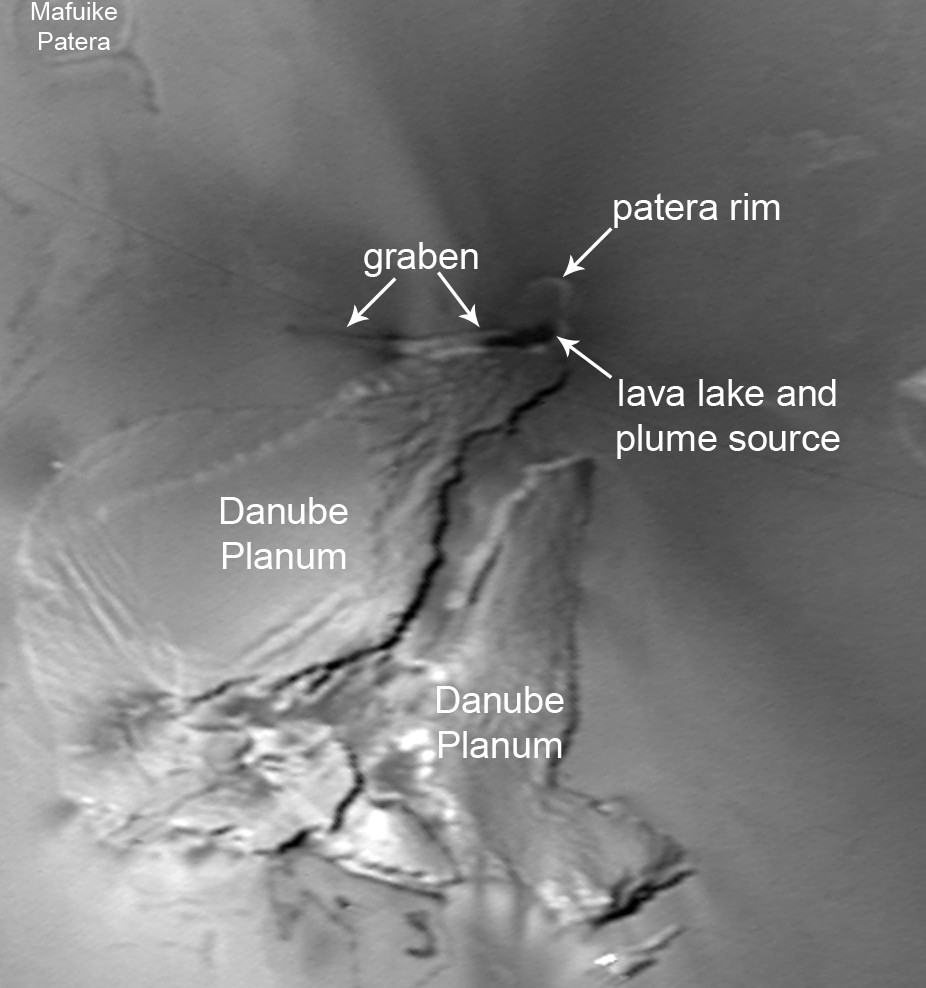
Région du Pélé sur Io.